# Wholly Smoke
Pour plus de détails, voir Fiche technique et Distribution.
Wholly Smoke est un court métrage d'animation de la série américaine Looney Tunes réalisé par Frank Tashlin, produit par les Leon Schlesinger Productions et sorti en 1938.